# Віскача Красса
Віскача Красса (Lagostomus crassus) — зниклий вид ссавців роду Рівнинні віскачі. Вид описав Олдфілд Томас (Oldfield Thomas) у 1910 році. Відомий тільки завдяки одному черепу, знайденому на півдні Перу, ймовірно від тварини, яка жила недавно. Жодних ознак існування живих тварин під час пошуків виявлено не було.